# 요크 공작부인 세라
세라 마거릿 퍼거슨(Sarah Margaret Ferguson, 1959년 10월 15일~)은 요크 공작 앤드루의 아내로서 요크 공작부인이었다. 엘리자베스 2세의 둘째 왕자인 앤드루 공의 부인으로서 1986년부터 1996년까지 10년간 왕실 일원으로 지냈다. 그녀의 애칭은 퍼기(Fergie)로서 일반 신문에서도 그녀를 애칭을 부르기도 한다. 1996년 이혼했으며 이혼하면서 전하라는 호칭을 포기하는 대신 요크 공작부인이라는 작위는 유지하기로 하였다.
그녀는 스튜어트 왕가의 후손이기도 하며 현재 자선 활동과 동화 작가로서 많은 작품을 내고 있다. 《뉴욕 타임스》의 객원 평론가이기도 하다. 위기의 아이들(Children in Crisis)이란 자선단체를 1993년 이혼 전에 설립하기도 했으며 본인의 이름을 딴 세라 퍼거슨 재단을 2006년에 개설했다. 뉴욕에 본부를 둔 재단은 전 세계 아동복지를 위해 노력하고 있다. 기금 모금을 위해 그녀는 중국, 멕시코, 일본, 폴란드와 미국의 많은 도시를 방문하기도 했다. 방송 출연도 잦은 편이다.

## 자녀
| 사진 | 이름                 | 생일                  | 사망 | 기타                                    |
| ---- | -------------------- | --------------------- | ---- | --------------------------------------- |
|      | 요크 공녀 베아트리스 | 1988년 8월 8일(36세)  | 생존 | 에도아르도 마펠리 모치와 결혼, 슬하 2녀 |
|      | 요크 공녀 유제니     | 1990년 3월 23일(35세) | 생존 | 잭 브룩스뱅크와 결혼, 슬하 2남          |